# Juan Filloy
Juan Filloy, né le 1er août 1894 et mort le 15 juillet 2000, est un écrivain argentin. Juan Filloy parlait sept langues et a été arbitre de boxe, gérant d’un club de football, caricaturiste, centenaire, juge de paix, chevalier de l’ordre des Arts et des Lettres, fondateur d’un musée des beaux-arts. Il a vécu une grande partie de sa vie à Rio Cuarto, au sud de Córdoba.

## Vie et carrière
Juan Filloy est né en 1894 de parents immigrés : d’une Toulousaine lavandière et guérisseuse et d’un paysan espagnol, tous deux analphabètes, mais qui se sont battus pour que leur fils puisse aller à l’école. Il est l'auteur de vingt-sept romans qui partagent tous la particularité d’avoir uniquement des titres de sept lettres (Op Oloop, Vil y vil, Caterva, Sexamor, Estafen…)
Bien qu’il n’ait jamais joué au football, il a fait partie, en 1913, des membres fondateurs du club Talleres, société qu’il a fini par présider. En 1918, il a activement participé à la Réforme universitaire, ce qui correspond à peu près à la période où il travaillait comme dessinateur caricaturiste. Il a été membre de la Fédération Argentine de Boxe et il a dirigé des combats de Luis Ángel Firpo.
En 1920, après avoir été reçu comme avocat à l’université nationale de Córdoba, il a déménagé à Río Cuarto, ville où il résidera pendant 64 ans. Dans sa ville adoptive, il a été l’un des fondateurs du Musée des Beaux Arts de Río Cuarto et du Golf Club (sport qu’il n’a jamais pratiqué). Durant soixante ans, il a collaboré avec le quotidien « El Pueblo » de Río Cuarto, dans lequel il écrivait une colonne quotidienne nourrie de commentaires sur l’actualité, sur la critique littéraire ou théâtrale. Après avoir publié ses sept premiers livres à compte d’auteur, il est resté plus de 28 ans (entre 1939 et 1967) sans nouvelles publications. Pendant ce temps, il a exercé ses fonctions de juge, sans pour autant cesser d’écrire abondamment. À partir de 1984, il est retourné vivre dans la ville de Córdoba où il a vécu jusqu’à sa mort.
Son œuvre, qui compte des recueils de poésie, des pièces de théâtre et des nouvelles, a « ouvert la brèche à une nouvelle littérature américaine » (Alfonso Reyes).

## Juan Filloy, écrivain
Il a été une source d’inspiration importante pour d’autres écrivains, tel Julio Cortázar qui se réfère à son œuvre dans Rayuela  (Marelle, 1979) et dans La vuelta al día en ochenta mundos (Le tour du jour en quatre-vingt mondes). Son œuvre se caractérise principalement par une critique des mœurs humaines, critique effectuée par le biais de l’humour et par le recours fréquent à la parodie et à l’ironie.
Tout au long de son existence de presque 106 ans, Juan Filloy a développé une vaste œuvre littéraire et ce, dans tous les genres : roman, conte, article, essai, traduction, poésie, théâtre, récit, nouvelle, histoire ; au total, il a écrit plus de cinquante œuvres.
Parmi les curiosités de son œuvre littéraire, il faut souligner son goût des palindromes — il en a publié plus de 8000 : jusqu’à aujourd’hui (2006), il est le plus grand créateur de palindromes en langue espagnole après Víctor Carbajo — et des mégasonnets — il en a publié 896 — qui consistent en 14 séries de 14 sonnets. Une autre curiosité réside dans le fait que tous les titres de ses œuvres comportent uniquement sept lettres, comme on peut le constater dans la liste ci-après, et dans le fait que ceux-ci commencent par toutes les lettres de l’alphabet (si on observe la première lettre de chaque titre, on remarque que toutes les lettres de l’alphabet sont représentées).
Il a reçu les distinctions suivantes : 
- Grand Prix d’Honneur de la SADE (1971)
- Plume d’Argent du Pen Club (1978)
- Membre de l’Académie Argentine de Lettres (1980)
- Doctor Honoris Causa pour l’Université Nationale de Río Cuarto (1989)
- Prix Esteban Echeverría, Gens de Lettres (1991)
- Prix Trayectoria, Fonds National des Arts (1993)
- Plume d’Or du Pen Club (1994)
- Plume d’Honneur du Pen Club (1995)
- Personnalité Émérite de la Culture Nationale (1996)
- Grand Prix d’Honneur, Fondation Argentine de Poésie (1996)
- Mayor Notable, Congrès de la Nation Argentine (1997)

Il a été décoré par l’Italie de l’Ordre du Mérite de la République italienne en 1986, et promu par la France au grade de Chevalier de l'Ordre des Arts et des Lettres  en 1990.

## Le style de Juan Filloy
Le style travaillé et savoureux de Juan Filloy traduit un amour de la langue directement hérité d’une volonté farouche d’ascension sociale. Mais ce qui est né comme un défi à l’inculture de ses ancêtres a grandi avec le temps comme un voyage sans retour au cœur même de la langue espagnole. « Si nous avons une langue de soixante-dix mille mots, pourquoi allons-nous nous contenter d’en utiliser seulement 800 ? » disait-il souvent.
Son expérience de juge auprès des gens de condition et de mœurs très diverses lui a conféré un regard picaresque que l’on ressent dans ses écrits. Libre, parfois effronté et même grossier, mais aussi lyrique et attaché à une certaine rhétorique à l’ironie voilée, Filloy a forgé ses livres en marge des modes, parfois les anticipant. Pour Juan Filloy, la littérature est un jeu, un jeu sélectif, passionnel et sublime.
Avec ce style, Filloy démasque la réalité, en déstabilisant l’harmonie politique, sociale et sexuelle. La langue-fleuve, riche et suggestive, encline aux métaphores surréalistes et aux symboles insolites qui irriguent ses œuvres, révèle l’extraordinaire culture d’un écrivain ayant vécu à contre-courant et s’étant voué à l’éclosion d’une littérature corrosive, rejetant la culture environnante comme une simple expression de la bourgeoisie de son temps.

## Romans
Entre 1930 et 1997 ont été publiés 27 romans de Filloy :
- Periplo (1930)
- ¡Estafen! (1931 et 1997)
- Balumba (1932)
- Op Oloop (1934, 1967 et 1997) - traduit en français, paru en 2011 aux éditions Monsieur Toussaint Louverture
- Aquende (1935 et 1996)
- Caterva (1938 et 1992)
- Finesse (1939)
- Ignitus (1971)
- Yo, yo y yo (1971)
- Los Ochoa (1972)
- La potra (1973)
- Usaland (1973)
- Vil & Vil (1975)
- Urumpta (1977)
- Tal cual (1980)
- L'Ambigú (1982)
- Karcino (1988)
- Gentuza (1991)
- Mujeres (1991)
- La purga (1992)
- Elegías (1994)
- Esto fui (1994)
- Sagesse (1995)
- Don Juan (1995)
- Sexamor (1996)
- Sonetos (1996)
- Decio 8A (1997)

Trois autres œuvres ont été publiées sous forme d’articles dans le quotidien précédemment cité « El Pueblo » et dans « La Nación » de Buenos Aires : Jjasond, Metopas et Ñanpilm. Au début de 2006, un nombre considérable d’œuvres de Filloy n’avait pas encore été publiées : Ambular, Changüí, Churque, Eran Así, Gaudium, Homo Sun, Ironike, Item Más, Llovizna, Miss Liv, Nepente, Nefilim, Quolibet, Recital, Revenar, Sicigia, Tanatos, Todavía, Witness, Xinglar et Zodíaco.